# Lubienia (przystanek kolejowy)
Lubienia – dawny przystanek kolejki wąskotorowej w Lubieni, w gminie Brody, w powiecie starachowickim, w województwie świętokrzyskim.